# محرك مغناطيسي
محرك مغناطيسي أو خلاط مغناطيسي عبارة عن جهاز خلط يستخدم في المعامل الكيميائية. يتكون في الأساس من مغناطيس دوار بفعل مغناطيس أو مجال مغناطيسي آخر غير متصل معه.

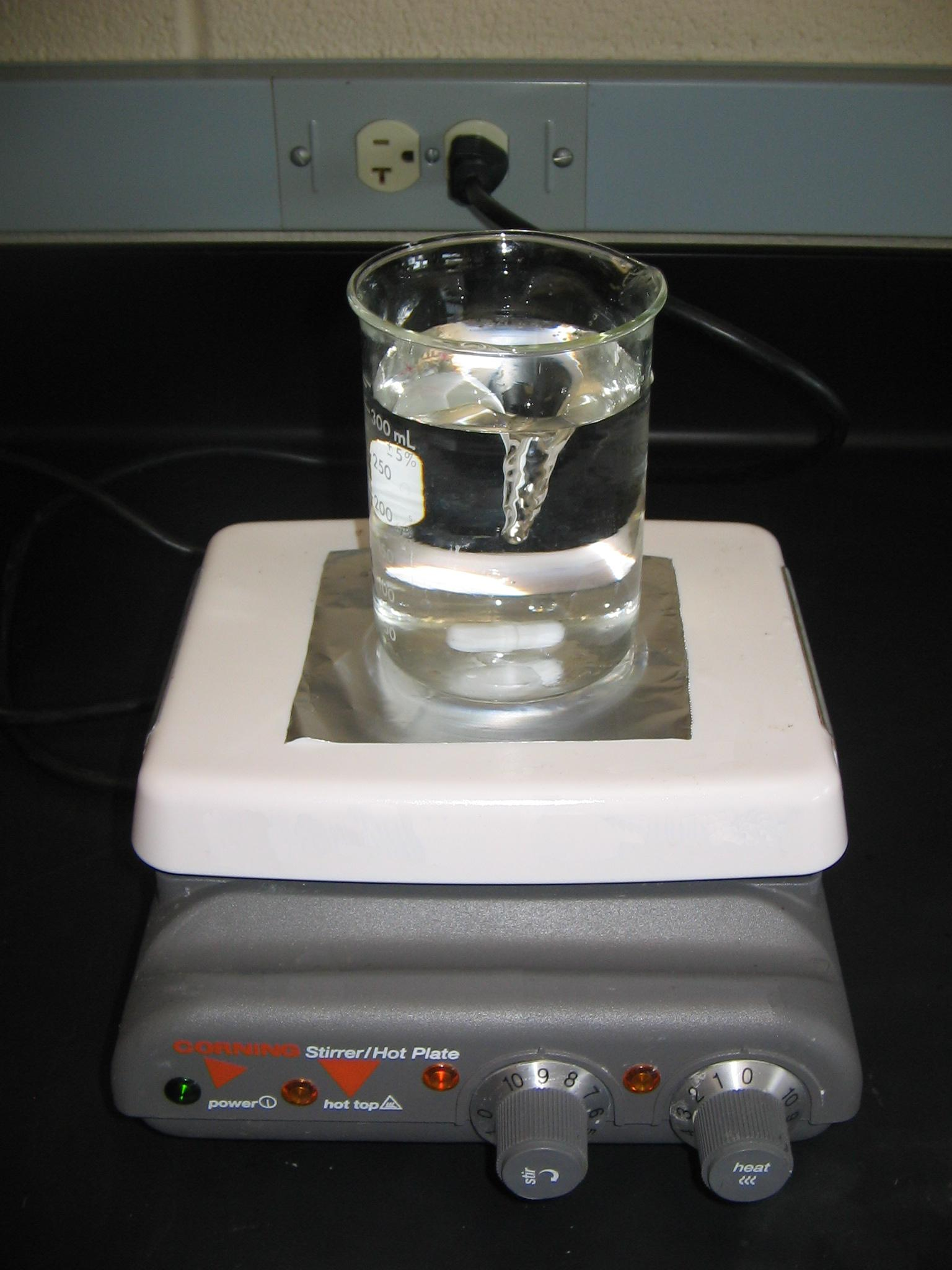
المحرك المغناطيسي المستخدم في المعامل.

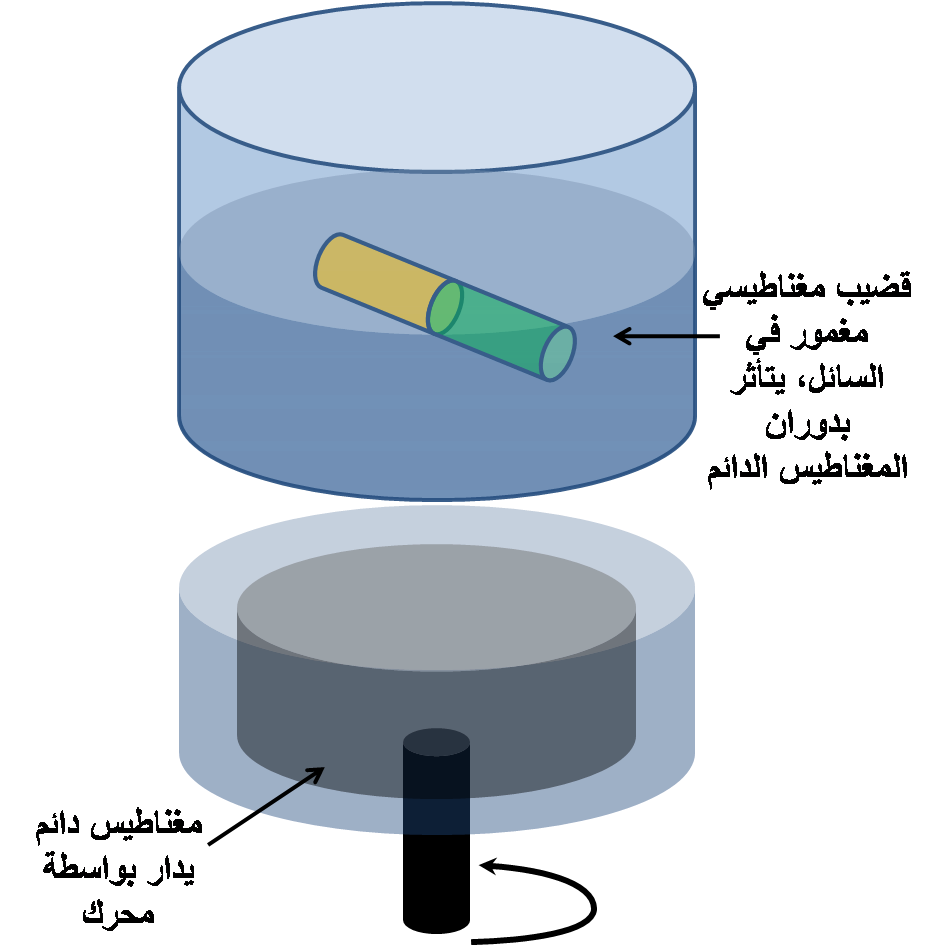
شرح مبسط للعملية مع توضيح أجزاء المحرك المغناطيسي.

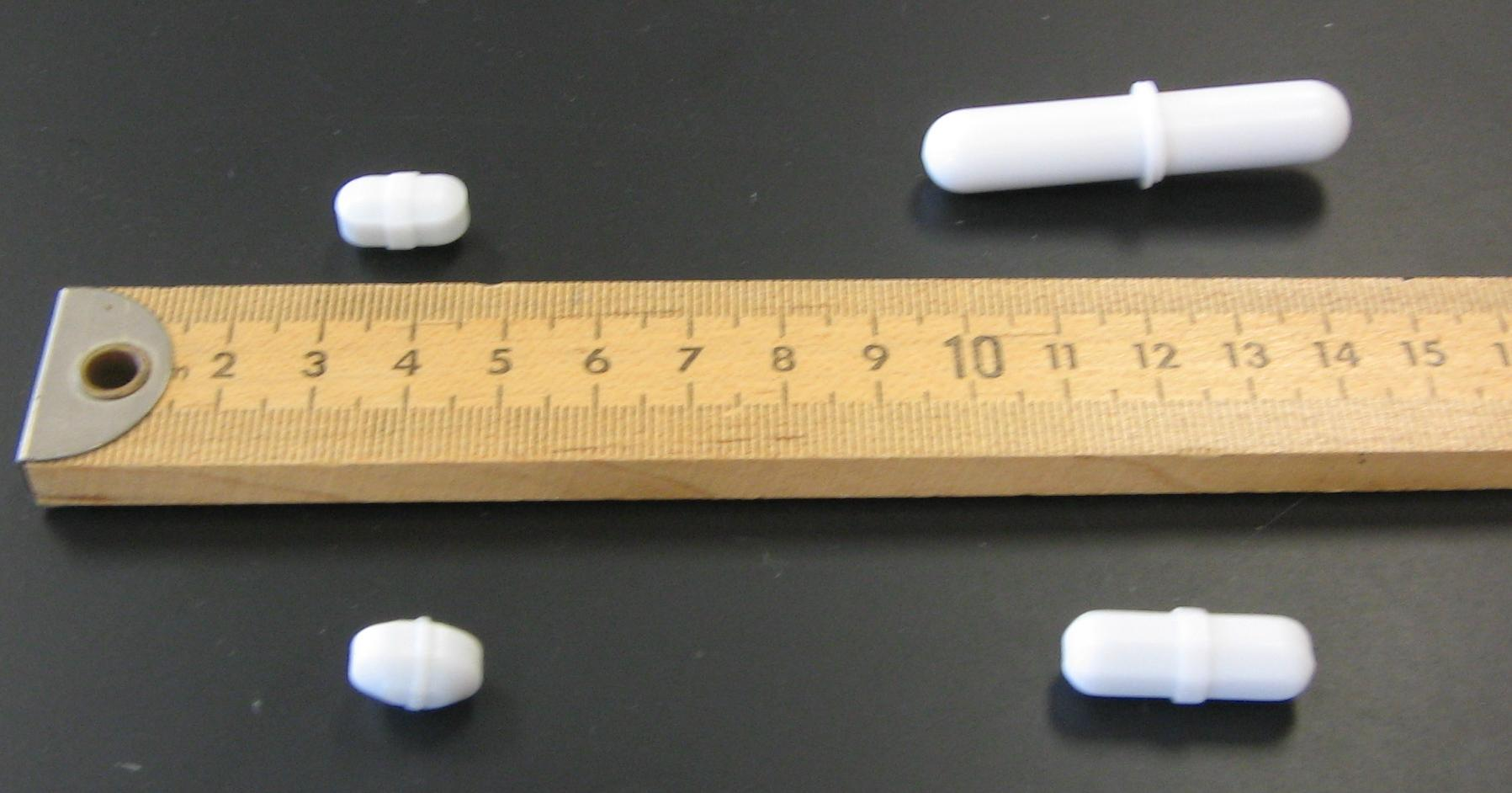
الأقضبة المغناطيسية بأحجم مختلفة.

عادة يكون أحد المغناطيسين الدائمين متصلا بمحرك كهربائي بينما يغمر القضيب المغناطيسي الآخر في السائل. عند دوران المغناطيس السفلي يتأثر القضيب المغناطيسي المغمور في السائل ويحاول الدوران بنفس اتجاه المغناطيس المدار دون أي اتصال ميكانيكي بينهما. هذا النوع من الخلاطات مهم جدا في المعامل الكيميائية والأماكن التي تتطلب عزل تام بين الأجزاء الميكانيكية (تجنبا للاحتكاك، أوالتأكسد، أو تسرب المادة السائلة عبر محاور الدوران). يستخدم هذا المحرك أيضا في خلاطات العصائر كالتوت لعمل مضخة داخل السائل معزول تماما عن المحرك الكهربائي. بسبب عدم الاتصال المباشر فإن ضياعات هذا المحرك كبيرة جدا وبالتالي كفائته متدنية ولا يصلح للتطبيقات ذات الأحمال العالية.
يشار إلى أن المحرك المغناطيسي كان قد اخترع عام 1917 في الولايات المتحدة الأمريكية ثم ظهر اختراع وتطبيق آخر له في الأربعينات ثم السبعينات حيث استخدمت المغانط المتعددة النقاط.